# Grand Prix Holandii 1955

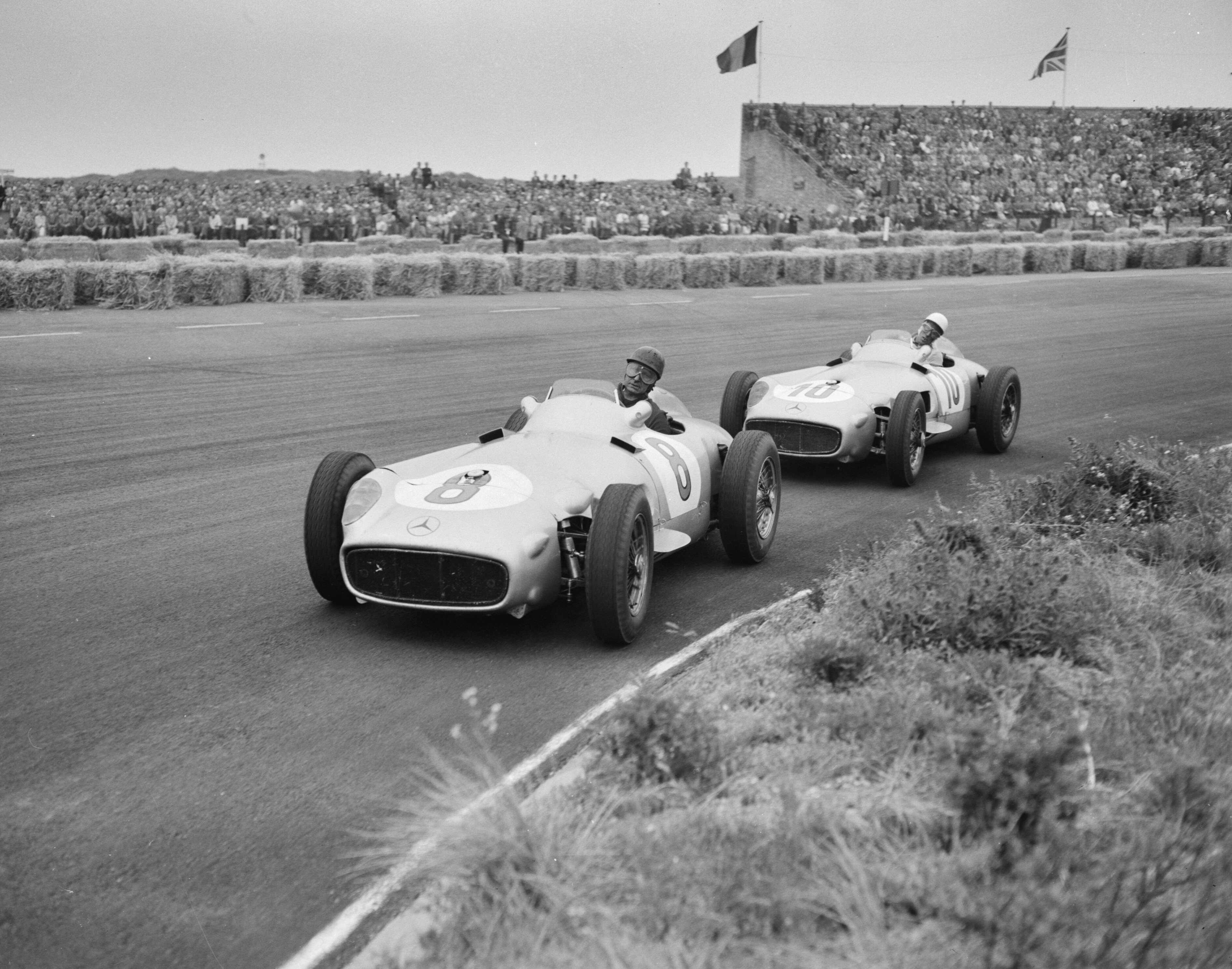
Grand Prix Holandii 1955

Grand Prix Holandii 1955 (oryg. Grote Prijs van Nederland) – 5. runda Mistrzostw Świata Formuły 1 w sezonie 1955, która odbyła się 19 czerwca 1955 po raz 3. na torze Circuit Park Zandvoort.
5. Grand Prix Holandii, 3. zaliczane do Mistrzostw Świata Formuły 1.

## Wyniki

### Kwalifikacje
Źródło: statsf1.com
| P  | Nr | Kierowca                | Konstruktor(-silnik) | Opony | Czas   | Odstęp | Strata |
| -- | -- | ----------------------- | -------------------- | ----- | ------ | ------ | ------ |
| 1  | 8  | Juan Manuel Fangio      | Mercedes             | C     | 1:40,0 | -      | -      |
| 2  | 10 | Stirling Moss           | Mercedes             | C     | 1:40,4 | +0,4   | +0,4   |
| 3  | 12 | Karl Kling              | Mercedes             | C     | 1:41,1 | +0,7   | +1,1   |
| 4  | 18 | Luigi Musso             | Maserati             | P     | 1:41,2 | +0,1   | +1,2   |
| 5  | 2  | Mike Hawthorn           | Ferrari              | E     | 1:41,5 | +0,3   | +1,5   |
| 6  | 14 | Jean Behra              | Maserati             | P     | 1:41,5 | +0,0   | +1,5   |
| 7  | 16 | Roberto Mieres          | Maserati             | P     | 1:42,1 | +0,6   | +2,1   |
| 8  | 4  | Maurice Trintignant     | Ferrari              | E     | 1:42,4 | +0,3   | +2,4   |
| 9  | 6  | Eugenio Castellotti     | Ferrari              | E     | 1:42,7 | +0,3   | +2,7   |
| 10 | 26 | Peter Walker            | Maserati             | D     | 1:44,9 | +2,2   | +4,9   |
| 11 | 20 | Robert Manzon           | Gordini              | E     | 1:46,0 | +1,1   | +6,0   |
| 12 | 24 | Jacques Pollet          | Gordini              | E     | 1:48,6 | +2,6   | +8,6   |
| 13 | 28 | Louis Rosier            | Maserati             | P     | 1:49,2 | +0,6   | +9,2   |
| 14 | 22 | Hernando da Silva Ramos | Gordini              | E     | 1:50,2 | +1,0   | +10,2  |
| 15 | 32 | Horace Gould            | Maserati             | D     | 1:50,4 | +0,2   | +10,4  |
| 16 | 30 | Johnny Claes            | Ferrari              | E     | 1:53,3 | +2,9   | +13,3  |
| P  | Nr | Kierowca                | Konstruktor(-silnik) | Opony | Czas   | Odstęp | Strata |

### Wyścig
Źródła: statsf1.com
| P                 | + / –     | Nr | Kierowca                | Konstruktor | Opony | Okr. | Czas / Strata | Komentarz       |
| ----------------- | --------- | -- | ----------------------- | ----------- | ----- | ---- | ------------- | --------------- |
| 1                 | Bez zmian | 8  | Juan Manuel Fangio      | Mercedes    | C     | 100  | 2:54:23,8     |                 |
| 2                 | Bez zmian | 10 | Stirling Moss           | Mercedes    | C     | 100  | +0,3          |                 |
| 3                 | 1         | 18 | Luigi Musso             | Maserati    | P     | 100  | +57,1         |                 |
| 4                 | 3         | 16 | Roberto Mieres          | Maserati    | P     | 99   | +1 okr.       |                 |
| 5                 | 4         | 6  | Eugenio Castellotti     | Ferrari     | E     | 97   | +3 okr.       |                 |
| 6                 | Bez zmian | 14 | Jean Behra              | Maserati    | P     | 97   | +3 okr.       |                 |
| 7                 | 2         | 2  | Mike Hawthorn           | Ferrari     | E     | 95   | +5 okr.       |                 |
| 8                 | 6         | 22 | Hernando da Silva Ramos | Gordini     | E     | 92   | +8 okr.       |                 |
| 9                 | 4         | 28 | Louis Rosier            | Maserati    | P     | 92   | +8 okr.       |                 |
| 10                | 2         | 24 | Jacques Pollet          | Gordini     | E     | 90   | +10 okr.      |                 |
| 11                | 5         | 30 | Johnny Claes            | Ferrari     | E     | 88   | +12 okr.      |                 |
| Niesklasyfikowani |           |    |                         |             |       |      |               |                 |
|                   |           | 4  | Maurice Trintignant     | Ferrari     | E     | 65   | +35 okr.      | skrzynia biegów |
|                   |           | 20 | Robert Manzon           | Gordini     | E     | 44   | +56 okr.      | oś              |
|                   |           | 32 | Horace Gould            | Maserati    | D     | 23   | +77 okr.      | wypadek         |
|                   |           | 12 | Karl Kling              | Mercedes    | C     | 21   | +79 okr.      | poślizg         |
|                   |           | 26 | Peter Walker            | Maserati    | D     | 2    | +98 okr.      | łożysko koła    |
| P                 | + / –     | Nr | Kierowca                | Konstruktor | Opony | Okr. | Czas / Strata | Komentarz       |

### Najszybsze okrążenie
Źródło: statsf1.com
| Nr | Kierowca       | Konstruktor | Czas   | Okr. |
| -- | -------------- | ----------- | ------ | ---- |
| 16 | Roberto Mieres | Maserati    | 1:40,9 | 3    |

### Prowadzenie w wyścigu
Źródło: statsf1.com
| Nr                              | Kierowca           | Konstruktor | Okrążenia | Suma |
| ------------------------------- | ------------------ | ----------- | --------- | ---- |
| 8                               | Juan Manuel Fangio | Mercedes    | 1-100     | 100  |
| \| Wykres \| \| ------ \| \| \| |                    |             |           |      |
| Wykres                          |                    |             |           |      |
|                                 |                    |             |           |      |

## Klasyfikacja po wyścigu
Pierwsza piątka otrzymywała punkty według klucza 8-6-4-3-2, 1 punkt przyznawany był dla kierowcy, który wykonał najszybsze okrążenie w wyścigu. Klasyfikacja konstruktorów została wprowadzona w 1958 roku. Liczone było tylko 5 najlepszych wyścigów danego kierowcy. W nawiasach podano wszystkie zebrane punkty, nie uwzględniając zasady najlepszych wyścigów.
Uwzględniono tylko kierowców, którzy zdobyli jakiekolwiek punkty
| P  | +/− | Kierowca              | Starty | Punkty | P1 | P2 | P3 | PP | NO | NS |
| -- | --- | --------------------- | ------ | ------ | -- | -- | -- | -- | -- | -- |
| 1  | 0   | Juan Manuel Fangio    | 4      | 27     | 3  | –  | –  | 2  | 3  | 1  |
| 2  | +3  | Stirling Moss         | 4      | 13     | –  | 2  | –  | –  | –  | –  |
| 3  | −1  | Maurice Trintignant   | 4      | 11,33  | 1  | 1  | 1  | –  | –  | 1  |
| 4  | −1  | Giuseppe Farina       | 3      | 10,33  | –  | 1  | 2  | –  | –  | –  |
| 5  | −1  | Bob Sweikert          | 1      | 8      | 1  | –  | –  | –  | –  | –  |
| 6  | 0   | Eugenio Castellotti   | 4      | 8      | –  | 1  | –  | 1  | –  | 2  |
| 7  | +6  | Roberto Mieres        | 4      | 7      | –  | –  | –  | –  | 1  | 1  |
| 8  | N   | Luigi Musso           | 4      | 4      | –  | –  | 1  | –  | –  | 1  |
| 9  | −2  | Jimmy Davies          | 1      | 4      | –  | –  | 1  | –  | –  | –  |
| 10 | −2  | Tony Bettenhausen     | 1      | 3      | –  | 1  | –  | –  | –  | –  |
| 10 | −2  | Paul Russo            | 1      | 3      | –  | 1  | –  | –  | –  | –  |
| 12 | −2  | Jean Behra            | 4      | 3      | –  | –  | 1  | –  | –  | –  |
| 13 | −2  | Paul Frère            | 2      | 3      | –  | –  | –  | –  | –  | –  |
| 14 | −2  | Johnny Thomson        | 1      | 3      | –  | –  | –  | –  | –  | –  |
| 15 | −1  | José Froilán González | 1      | 2      | –  | 1  | –  | 1  | –  | –  |
| 16 | −1  | Cesare Perdisa        | 2      | 2      | –  | –  | 1  | –  | –  | –  |
| 17 | −1  | Luigi Villoresi       | 2      | 2      | –  | –  | –  | –  | –  | 1  |
| 18 | −1  | Umberto Maglioli      | 1      | 1,33   | –  | –  | 1  | –  | –  | –  |
| 19 | −1  | Karl Kling            | 3      | 1      | –  | –  | –  | –  | –  | 2  |
| 20 | −1  | Hans Herrmann         | 1      | 1      | –  | –  | –  | –  | –  | –  |
| 21 | −1  | Walt Faulkner         | 1      | 1      | –  | –  | –  | –  | –  | –  |
| 21 | −1  | Bill Homeier          | 1      | 1      | –  | –  | –  | –  | –  | –  |
| 23 | −1  | Bill Vukovich         | 1      | 1      | –  | –  | –  | –  | 1  | 1  |
| P  | +/− | Kierowca              | Starty | Punkty | P1 | P2 | P3 | PP | NO | NS |